# 노가이토 슌
노가이토 슌(일본어: 野垣内 俊, 1986년 9월 11일 ~ )는 일본의 축구 선수이다.

## 구단 경력
과거 FC 기후에서 활동하였다.